# 愛知県道378号諏訪停車場線
愛知県道378号諏訪停車場線（あいちけんどう378ごう すわていしゃじょうせん）は、豊川市中心部を走る一般県道である。起点から終点まで1kmにも満たない短い路線である。また、全線に渡って名鉄豊川線と並行し、起点側の区間では同線路の両側が当路線という扱いである。

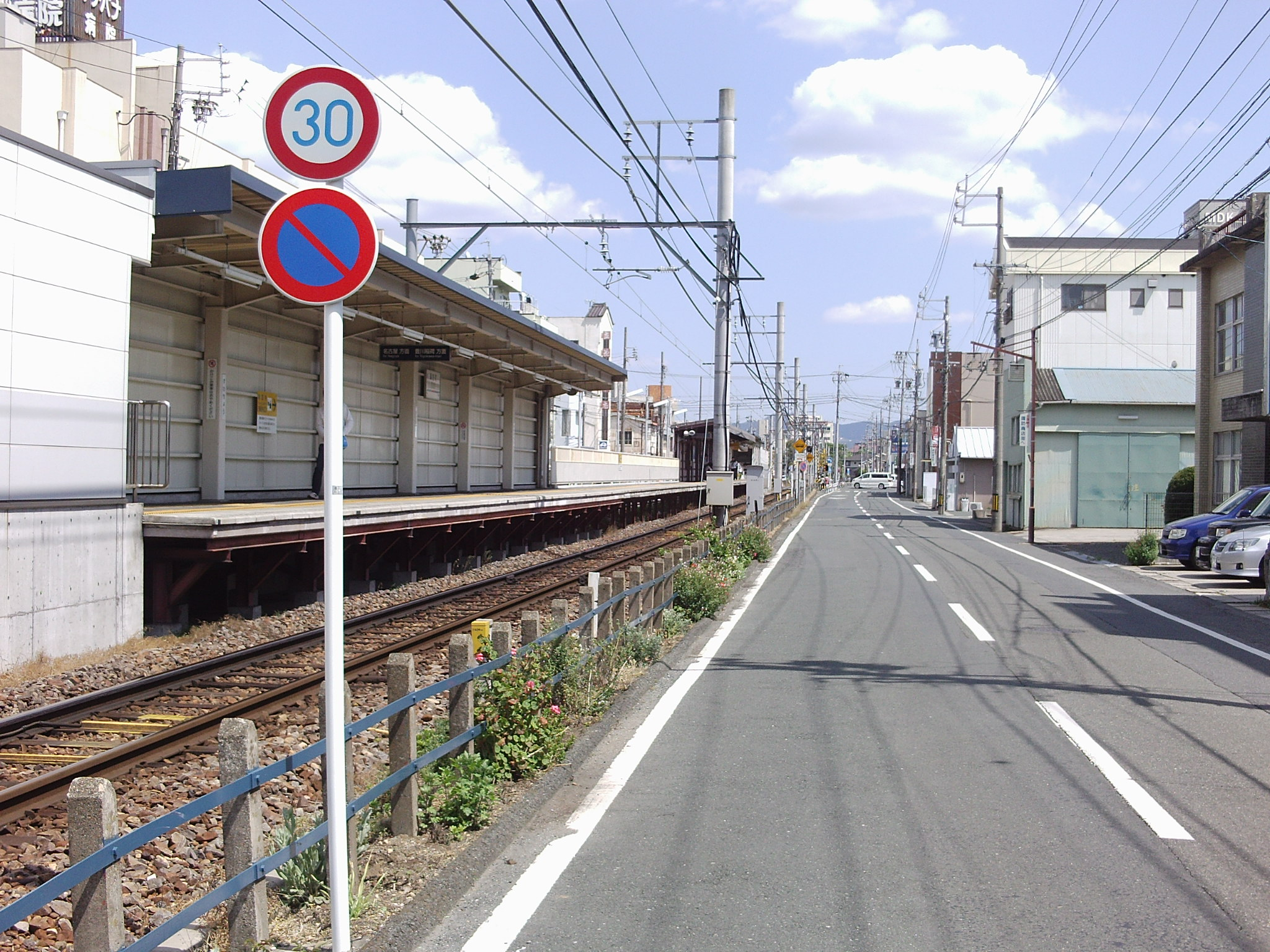
諏訪停車場線（南側）から名鉄豊川線諏訪町駅ホームを望む。

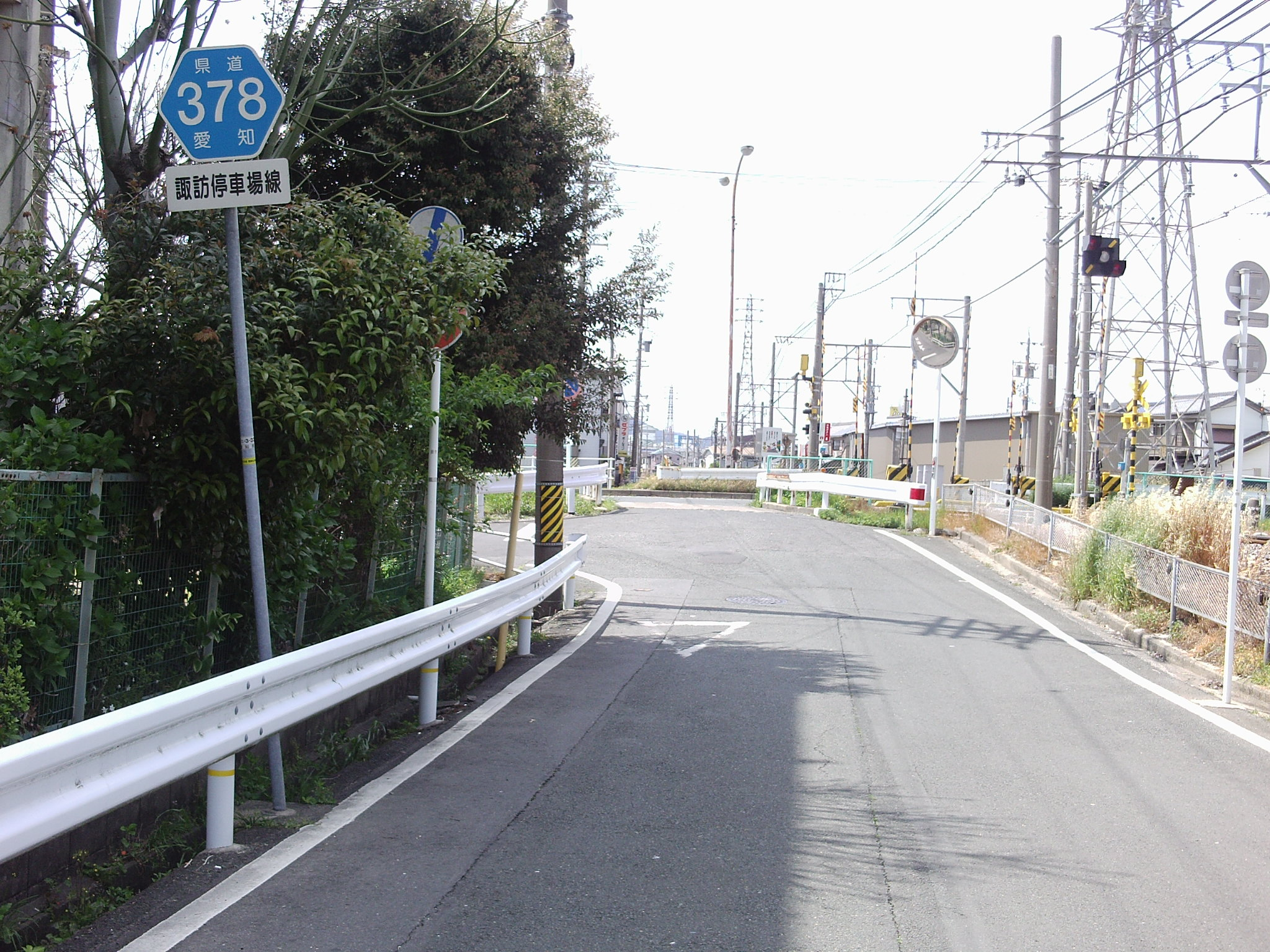
県道終点（南側）。愛知県道21号豊川新城線に接続する直前の橋は幅員狭小。

## 概要
起点は名鉄豊川線の諏訪町駅前にある、線路を挟んで計8本の道が分かれる信号の無い（中心が踏切のため）大きな交差点。起点を出発してしばらくは商店や住宅が建ち並ぶ。途中の踏切までは名鉄豊川線の線路を挟んで並行する。
しばらく走ると豊川市保健センター、休日夜間診療所、豊川市医師会館の建物と、豊川市勤労福祉会館が見えてくる。そして県営諏訪団地を左手に見ながら終点に到着するとても短い路線である。
全線にわたり対面通行、最高速度30km/時、駐車禁止。北ルートの起点付近は、諏訪町駅の改築に伴い幅員が一層狭くなったにもかかわらず、電車利用客送迎の車が停車していることが多いため、特に県道400号から進入する際には注意が必要である。

### 路線データ
- 起点：豊川市諏訪（諏訪停車場：実際の駅名は「諏訪町」）
- 終点：豊川市代田町

## 沿革
- 1995年3月31日 認定

## 通過する自治体
- 愛知県
  - 豊川市

## 接続する路線
- 愛知県道400号豊橋豊川線（起点、交差）
- 豊川市道金塚下野川線（起点の東側で線路両側に沿う道路）
- 豊川市道諏訪新道線（途中最初の踏切部分）
- 愛知県道21号豊川新城線（中央分離帯のため南行きのみ）

## 沿線
- 名鉄豊川線 諏訪町駅
- 豊川市保健センター
- 休日夜間診療所
- 豊川市勤労福祉会館
- 愛知県立豊川工科高等学校
- 県営諏訪団地
- 名鉄豊川線 諏訪新道信号場
- 諏訪川